# Синий кормовой флаг

Синий флаг.
Соотношение сторон 1:2

Синий флаг, 1620—1707

Синий флаг, 1707—1801

Синий английский кормовой флаг (англ. Blue Ensign) — флаг правительственных судов Великобритании. Он состоит из синего полотна с государственным флагом Великобритании (Union Jack) в крыже. Синий цвет полотна имеет тот же оттенок, что и флаг Union Jack.
Первоначально Синий флаг был принят в XVII веке с изображением флага Англии в верхнем углу у древка.
После объединения с Шотландией в 1707 г. вместо английского флага была помещена первоначальная версия флага Union Jack, которая представляла собой смесь английского флага и шотландского флага.
После присоединения Ирландии 1 января 1801 г. к Union Jack был добавлен ирландский флаг св. Патрика — красный андреевский крест на белом фоне.
До реформы 1864 г. синий флаг был одним из трёх флагов британского военно-морского флота (Blue Squadron).
С 1865 г. было разрешено также и зависимым странам и колониям использовать синий флаг и помещать на нём свой герб (Badge).
С тех же пор красный флаг используется в торговых целях, а белый флаг в качестве военно-морского флага.
Синий флаг с 1864 г. используется в качестве служебного флага на море и является основой для многих флагов Содружества наций.

## Примеры синих флагов

Флаг Ангильи

см: Список британских флагов 

### Британские заморские территории
- Флаг Ангильи
- Флаг Британских Виргинских островов
- Флаг Каймановых островов
- Флаг Фолклендских островов
- Флаг Монтсеррата
- Флаг Питкэрна
- Флаг Острова Святой Елены
- Южная Георгия и Южные Сандвичевы Острова

Флаг Фолклендских островов 1865—1933

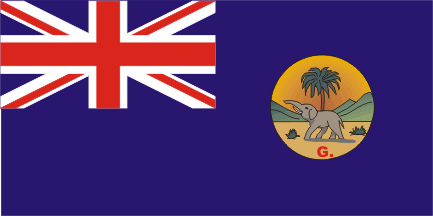
Флаг Гамбии 1888—1965

Флаг Гонконга 1959—1997

- Флаг Теркса и Кайкоса

### Исторические синие флаги
Исторические синие флаги применялись в качестве одного из государственных символа использовались во владениях Великобритании. После получения независимости бывшие колонии обычно изменяли флаг. В некоторых королевствах Содружества, однако, кормовой флаг оставался.
- исторический флаг Эллис до 1978
- исторический флаг Фиджи до 1970
- исторический флаг Гамбии до 1965
- исторический флаг Ганы до 1957
- исторический флаг Гильбертовых островов до 1979
- исторический флаг Гренады до 1967
- исторический флаг Гайаны до 1966
- исторический флаг Гонконга до 1997
- исторический флаг Доминики до 1978
- исторический флаг Британской Индии до 1947
- исторический флаг Ямайки до 1962
- исторический флаг Канады до 1964
- исторический флаг Кении до 1963
- исторический флаг Малави до 1963
- исторический флаг Мальты до 1947
- исторический флаг Маврикия до 1968
- исторический флаг Нигерии до 1960
- исторический флаг Северной Родезии до 1963
- исторический флаг Саравака до 1963
- исторический флаг Южно-Африканской Республики до 1928
- исторический флаг Южного Йемена до 1963
- исторический флаг Южной Родезии до 1964 (светло-голубой до 1968)
- исторический флаг Уганды до 1962
- исторический флаг Центрально-Африканской федерации до 1963

Флаг Южной Австралии

Флаг Тувалу

- исторический флаг Кипра до 1960

### Современные государственные флаги и флаги провинций
- Флаг Австралии
  - Флаг Нового Южного Уэльса
  - Флаг Квинсленда
  - Флаг Южной Австралии
  - Флаг Тасмании
  - Флаг Виктории
  - Флаг Западной Австралии
- Флаг Фиджи (светло-голубой)
- Флаг Новой Зеландии
  - Флаг Островов Кука
- Флаг Тувалу (светло-голубой)
- Флаг Онтарио (провинция Канады)
- Флаг Манитобы (провинция Канады)

### Прочие варианты
- Флаг Гавайев (смесь Blue Ensign и флага США)
- Флаг города Батон-Руж штата Луизиана
- Флаг Британской территории в Индийском океане
- Военно-морской флаг Индии (Blue Ensign и Флаг Индии вместо Union Jack)
- Флаг Британской Колумбии